# Uganda na Mistrzostwach Świata w Lekkoatletyce 2015
Uganda na Mistrzostwach Świata w Lekkoatletyce 2015 – reprezentacja Ugandy podczas Mistrzostw Świata w Pekinie liczyła 11 zawodników, którzy zdobyli jeden brązowy medal.

## Występy reprezentantów Ugandy

### Mężczyźni
| Konkurencja                   | Zawodnik          | Runda 1  | Runda 1 | Półfinał | Półfinał | Finał    | Finał   |
| Konkurencja                   | Zawodnik          | Rezultat | Pozycja | Rezultat | Pozycja  | Rezultat | Pozycja |
| ----------------------------- | ----------------- | -------- | ------- | -------- | -------- | -------- | ------- |
| Bieg na 1500 m                | Ronald Musagala   | 3:42,12  | 22.     | NQ       | NQ       | NQ       | NQ      |
| Bieg na 5000 m                | Phillip Kipyeko   | 13:26,20 | 12.     | —        | —        | NQ       | NQ      |
| Bieg na 10 000 m              | Joshua Cheptegei  | —        | —       | —        | —        | 27:48,89 | 9.      |
| Bieg na 10 000 m              | Moses Kibet       | —        | —       | —        | —        | DNF      | DNF     |
| Bieg na 10 000 m              | Timothy Toroitich | —        | —       | —        | —        | 27:44,90 | 8.      |
| Maraton                       | Abraham Kiplimo   | —        | —       | —        | —        | DNF      | DNF     |
| Maraton                       | Jackson Kiprop    | —        | —       | —        | —        | 2:15:16  | 10.     |
| Maraton                       | Stephen Kiprotich | —        | —       | —        | —        | 2:14:46  | 6.      |
| Maraton                       | Solomon Mutai     | —        | —       | —        | —        | 2:13:30  | brąz    |
| Bieg na 3000 m z przeszkodami | Benjamin Kiplagat | 8:54,46  | 31.     | —        | —        | NQ       | NQ      |

### Kobiety
| Konkurencja      | Zawodniczka    | Runda 1  | Runda 1 | Półfinał | Półfinał | Finał         | Finał   |
| Konkurencja      | Zawodniczka    | Rezultat | Pozycja | Rezultat | Pozycja  | Rezultat      | Pozycja |
| ---------------- | -------------- | -------- | ------- | -------- | -------- | ------------- | ------- |
| Bieg na 10 000 m | Juliet Chekwel | —        | —       | —        | —        | 32:20,95 (NR) | 17.     |